# Michel-Ange Scarbonchi
Michel-Ange Scarbonchi este un om politic francez, membru al Parlamentului European în perioada 1999-2004 din partea Franței. 
1. 1 2  Deputații în Parlamentul European